# 圣伊莱尔吕克
圣伊莱尔吕克（法語：Saint-Hilaire-Luc，法語發音：[sɛ̃.t‿ilɛʁ lyk]）是法国科雷兹省的一个市镇，位于该省东部，属于于塞勒区。

## 地理
圣伊莱尔吕克（45°21'45"N, 2°12'15"E）面积10.84 平方千米，位于法国新阿基坦大区科雷兹省，该省份为法国中南部省份，北起上维埃纳省和克勒兹省，西接多爾多涅省，南至洛特省，东临多姆山省和康塔爾省。
与圣伊莱尔吕克接壤的市镇（或旧市镇、城区）包括：下拉马济耶尔、拉特龙什、讷维克、圣庞塔莱翁-德拉普洛。

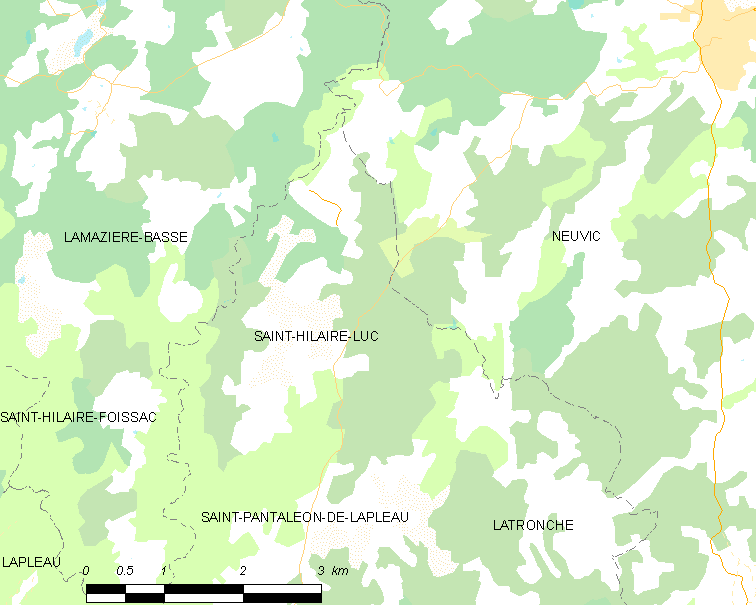
圣伊莱尔吕克的OSM定位图

圣伊莱尔吕克的时区为UTC+01:00、UTC+02:00（夏令时）。

## 行政
圣伊莱尔吕克的邮政编码为19160，INSEE市镇编码为19210。

## 政治
圣伊莱尔吕克所属的省级选区为上多尔多涅县。

## 人口

1962-2008年间圣伊莱尔吕克人口变化图示

圣伊莱尔吕克于2022年1月1日时的人口数量为65人。